# Rendészeti Biztonsági Szolgálat
A Rendészeti Biztonsági Szolgálat (REBISZ) a Magyar Köztársaság Rendőrségének katonailag szervezett alakulata volt 2004–2008 között, mely körülbelül a nyugat-európai csendőrségnek felelt meg. Parancsnokát az igazságügyi és rendészeti miniszter javaslatára az országos rendőrfőkapitány nevezte ki.

## Története
2004. július 1-jén alakult Lamperth Mónika (MSZP) belügyminisztersége idején. A következő szervezetek összevonásával jött létre: 
- Készenléti Rendőrség
- Bevetési Parancsnokság
  - Támogató Kommandó
- Különleges Szolgálatok Igazgatóság
  - Terrorelhárító Szolgálat (TESZ)
  - Tűzszerész Szolgálat
  - Pénzkísérő Szolgálat
- Állami Futárszolgálat
- Budapesti Rendőr-főkapitányság (BRFK) lovas zászlóaljai
- Autópálya-rendőrség
- Légirendészeti Parancsnokság
- Repülőtéri Biztonsági Szolgálat (röviden RBSZ)
- A rendőrség zenekara

2008. január 1-jétől a rendőrségi törvény módosításával átszervezték: kikerült belőle az Autópálya-rendőrség és az RBSZ is a határőrséghez került. A szervezet a régi nevén, Készenléti Rendőrségként működik tovább.

### Vezetői
- –2007 május: dr. Dobozi József rendőr dandártábornok
- 2007 június – : Papp Károly rendőr dandártábornok, rendőrségi főtanácsos

A REBISZ parancsnoka 2006-ban Dobozi József rendőr dandártábornok volt. Mivel 2006. szeptember 18-19-én és 2006. október 23-án véleményezhetően főként ennek a rendőri szervnek a kötelékében szolgáló rendőrök vettek részt (azonosító szám nélkül) a brutális, sokat vitatott tömegoszlatásokban és követték el a túlkapásokat, a szervezet jó híre erősen megromlott. Dobozi tábornok az események után belső vizsgálatot rendelt el és fegyelmi eljárást kezdeményezett saját maga ellen.
2007 májusában számos, rendvédelmi dolgozók által elkövetett bűncselekmény került napvilágra, melyek hatására távozni kényszerült Bene László országos és Gergényi Péter budapesti rendőr-főkapitány, valamint Dobozi József, a REBISZ parancsnoka és Petrétei József igazságügyi és rendészeti miniszter is. 2007 júniusától Takács Albert új rendészeti miniszter döntése alapján a Rendészeti Biztonsági Szolgálat parancsnoka Papp Károly dandártábornok. Dobozi József egykori REBISZ-parancsnok a Köztársasági Őrezred parancsnoka lett.

## Feladatai
Fő feladatai az általános rendfenntartáson, a közrend biztosításán és az utcai járőrözésen túl a tömegesemények biztosítása, a kiemelt objektumok védelme, illetve az autópályák ellenőrzése. Gyakran működik együtt a helyi rendőrségekkel, főként a fővárosban. Egyenruházata helyenként eltér az általánosan megszokott magyar rendőri és határőri egyenruháktól, mikor a testület csapatosan vonul fel vagy járőrözik, gyakori a „csákóval” (ún. bocskai-sapka vagy ismertebb nevén („ködvágó”) kombinált, sötétkék, erősen katonai jelleget kölcsönző egyenruha, illetve helyenként a terepszínű nadrág is, emiatt a szervezethez tartozó közegek legtöbbször jól megkülönböztethetőek a hagyományos értelemben vett rendőrség embereitől. Magyarországon a legjobban szervezett és legütőképesebb rendőri egységként tartják számon, a fent említett feladatokon és egységeken kívül tartoznak helikopteres és motorcsónakos vízi egységek, valamit terrorelhárító szolgálat is.